# Frank Vandenbroucke (Politiker)

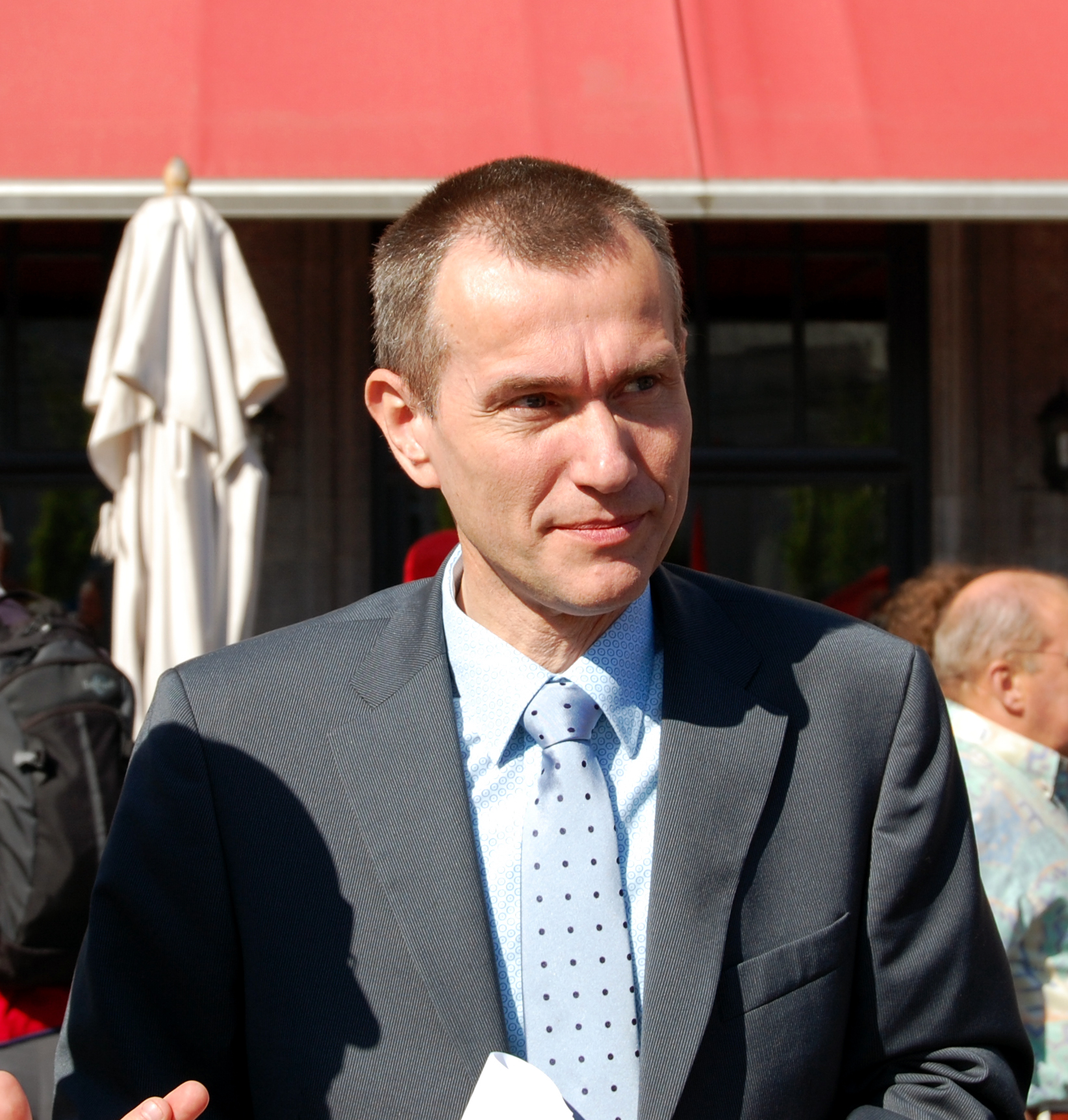
Frank Vandenbroucke (1. Mai 2007)

Frank Ignace Georgette Vandenbroucke (* 21. Oktober 1955 in Löwen, Flämisch-Brabant, Belgien) ist ein belgischer Politiker der Socialistische Partij Anders (sp.a) und ist seit dem 1. Oktober 2020 föderaler Vizepremierminister für Soziales und Öffentliche Gesundheit. Zuvor war er unter anderem auch Außenminister Belgiens.

## Biografie

### Aufstieg zum Außenminister und Rücktritt wegen Agusta-Affäre
Der aus einer Arztfamilie stammende Frank Vandenbroucke studierte nach dem Schulbesuch zunächst Wirtschaftswissenschaft an der Katholieke Universiteit Leuven (K.U. Leuven) und schloss dieses Studium 1978 mit einem Lizenziat ab. Während seines Studiums gehörte er 1974 zu den Organisatoren von Lehrveranstaltungen zum Thema Marxistische Wirtschaftstheorie. Bereits während seines Studiums beginnt er seine politische Tätigkeit als Mitglied des Gemeinderates von Scherpenheuvel-Zichem. Nach Beendigung des Studiums war er zwischen 1978 und 1980 Forschungsassistent am Zentrum für Wirtschaftsstudien an der K.U. Leuven. Nach einem postgradualen Studium der Ökonomie an der Cambridge University von 1980 bis 1982 war er bis 1985 Mitarbeiter der Studentenorganisation der Sozialistischen Partei.
Nach Beendigung dieser Tätigkeit wurde er 1985 erstmals zum Mitglied der Abgeordnetenkammer gewählt und gehört dieser bis 1996 als Vertreter der SP an. Während dieser Zeit war er außerdem als Nachfolger von Karel Van Miert von 1989 bis 1994 Vorsitzender der Sozialistischen Partei. Nachfolger als Parteivorsitzender wurde der bisherige Innenminister Louis Tobback.
Am 23. Januar 1994 wird er von Premierminister Jean-Luc Dehaene zum Stellvertretenden Premierminister sowie Außenminister in dessen Kabinett berufen. Diese Positionen bekleidete er bis zum 22. März 1995, als er wegen der Agusta-Affäre zurücktrat, allerdings nicht wegen dieser verurteilt wurde. Nach seinem Ausscheiden aus dem Kabinett war er bis 1996 Fraktionsvorsitzender der Sozialistischen Partei in der Abgeordnetenkammer.
Zwischen 1996 und 1999 absolvierte er ein weiteres Studium an der Fakultät für soziale Studien der University of Oxford.

### Rückkehr in die Politik
Nach seiner Rückkehr nach Belgien wurde er am 12. Juli 1999 von Premierminister Guy Verhofstadt zum Minister für Soziales und Pensionen in dessen erste Regierung berufen. In dessen zweiter Regierung war er danach zwischen dem 12. Juli 2003 und dem 18. Juli 2004 Minister für Arbeit und Pensionen.
Nach seinem Ausscheiden aus der föderalen Regierung Belgiens wurde er vom Ministerpräsidenten von Flandern Yves Leterme als Minister für Arbeit, Unterricht und Bildung in die flämische Regionalregierung berufen. Dieser gehörte er zwischen 2004 und 2009 auch unter Letermes Nachfolger Kris Peeters zeitweise als Stellvertretender Ministerpräsident an. Darüber hinaus war er von 2009 bis zum 6. Juli 2010 Mitglied des Flämischen Parlaments.
Für seine politische Verdienste wurde Frank Vandenbroucke zusammen mit Jos Chabert und Armand De Decker am 30. November 2009 mit dem Ehrentitel Staatsminister ausgezeichnet.
Bei der Parlamentswahl am 13. Juni 2010 wurde er zum Mitglied des Senats gewählt.
Nach der Parlamentswahl am 26. Mai 2019 dauerte die Regierungsbildung erneut sehr lange und zunächst blieb die Regierung Michel II geschäftsführend im Amt. Nachdem Charles Michel zum Präsidenten des Europäischen Rates ernannt worden war, trat er am 27. Oktober 2019 zurück, und Sophie Wilmès wurde Premierministerin, geschäftsführend und ohne weitere Kabinetts-Veränderungen als Regierung Wilmès I. Infolge der COVID-19-Pandemie erhielt ihre Regierung Wilmès II ab dem 19. März 2020 als Kompromisslösung begrenzt auf ein halbes Jahr die breite Zustimmung der belgischen Abgeordnetenkammer. Erst am 1. Oktober 2020 konstituierte sich die Regierung De Croo; in dieser ist Vandenbroucke Minister für Soziales und Volksgesundheit und einer von sieben Vize-Premierministern. Im Zuge der Regierungsbildung 2025 konnte Vandenbroucke sein Ministeramt behalten.